# When the Weather Is Fine
When the Weather Is Fine (hangul: 날씨가 좋으면 찾아가겠어요) é uma série de televisão sul-coreana de 2020 estrelada por Park Min-young e Seo Kang-joon. Baseado no romance homônimo de 2018 de Lee Do-woo, foi ao ar na JTBC de 24 de fevereiro a 21 de abril de 2020.

## Sinopse
Após uma série de acontecimentos infelizes, a violoncelista Mok Hae-won (Park Min-young) largou seu emprego em Seul e voltou para o Vilarejo Bookhyun, na província de Gangwon, onde morou brevemente quando estava no ensino médio. Lá, ela reencontra seu antigo colega de classe e vizinho, Im Eun-seob (Seo Kang-joon) que agora é dono de uma livraria. No inverno frio, tentando escapar da dura e amarga realidade da vida, os dois encontram um no outro o conforto.

## Elenco

### Principal
- Park Min-young como Mok Hae-won ("Irene"), uma professora de violoncelo desempregada.[5]
  - Park Seo-kyung como Hae-won jovem.
- Seo Kang-joon como Im Eun-seob / Kim Jin-ho, dono de uma livraria.[5]
  - Ok, Chan-yu como Jin-ho jovem.

### De apoio

#### A família de Hae-won
- Moon Jeong-hee como Shim Myeong-yeo, tia de Hae-won, escritora e dona de uma pousada.[6]
  - Kim Hong-bin como Myeong-yeo jovem .
- Lee Young-ran como Yoon Hye-ja, avó de Hae-won, ela fundou a pousada.
- Jin Hee-kyung como Shim Myeong-joo, mãe de Hae-won.[7]
  - Jeon Yoo-rim como Myeong-joo jovem.
- Seo Tae-hwa como Mok Joo-hong, pai de Hye-won.

#### A família de Eun-seob
- Kim Hwan-hee como Im Hwi, irmã mais nova adotiva de Eun-seob.[8]

- Nam Gi-ae como Yoon Yeo-jeong, mãe adotiva de Eun-seob.[9]
- Kang Shin-il como Im Jong-pil, pai adotivo de Eun-seob.[7]
- Kang Jin-hwi como Kim Gil, pai de Eun-seob.
- Kang Jin-hwi como Kim Gil-dong, tio de Eun-seob.

#### Ex-alunos da Escola Secundária Hyecheon
- Lee Jae-wook como Lee Jang-woo, amigo de Eun-seob no ensino médio.[10]
  - Oh Ja-hun como Jang-woo jovem.
- Kim Young-dae como Oh Young-woo, ele costumava ser o melhor aluno da escola e tinha/tem uma queda por Hae-won.[11]
- Yang Hye-ji como Ji Eun-shil, o primeiro amor de Jang-woo.[12]
- Im Se-mi como Kim Bo-young, ex-amiga de Hae-won no ensino médio.[13]
- Park Han-sol como Joo-hee, a colega de classe de Bo-yeong.

#### Membros do clube do livro da Livraria Goodnight
- Lee Tae-hyung como Bae Geun-sang[7]
- Lee Seon-hee como Choi Soo-jung, amiga de Myeong-yeo.[14]
- Chu Ye-jin como Kwon Hyun-ji, amigo de Hwi.[15]
- Han Chang-min como Jung Seung-ho[7]
- Lee Young-seok como Jung Gil-bok

#### Outros
- Ahn Dong-goo como Cha Yoon-taek jovem
- Lee Bong-ryun como Jang Ha-nim[7]
- Kim Dae-geon como Kim Yeong-soo[7]
- Yoon Sang-hwa como Park Hin-dol
- Hwang Gun como Cha Yoon-taek[16]
- Noh Jae-hoon como Jung Hee

### Participações especiais
- Seo Tae-hwa como Mok Joo-hong
- Lee Seo-an como a mulher do encontro às cegas de Jang-woo

## Produção
A primeira leitura do roteiro pelos atores da série ocorreu em outubro de 2019 no JTBC Building em Sangam-dong, Seul, Coreia do Sul.
Em 3 de março de 2020, foi anunciado que o drama entraria em uma pausa de uma semana em relação as filmagens para tomar precauções contra a propagação do COVID-19. Os episódios 5 e 6, que foram originalmente programados a serem transmitidos em 9 e 10 de março, respectivamente, foram ao ar nos dias 16 e 17 de março.

## Trilha sonora

### Part 1
| Lançado em 24 de fevereiro de 2020 |                                              |                |                |              |         |  |
| N.º                                | Título                                       | Letras         | Música         | Artista      | Duração |  |
| 1.                                 | "Like a Winter's Dream" (겨울이 꾸는 꿈처럼) | Jung Joong-han | Jung Joong-han | Kwak Jin-eon | 4:10    |  |

### Part 2
| Lançado em 2 de março de 2020 |                             |                        |                          |         |         |  |
| N.º                           | Título                      | Letras                 | Música                   | Artista | Duração |  |
| 1.                            | "Doors of Time" (시간의 문) | Banana March Clef Crew | Park Jang-hyun Clef Crew | Jungyup | 5:01    |  |

### Part 3
| Lançado em 16 de março de 2020 |                           |                                                    |                                       |         |         |  |
| N.º                            | Título                    | Letras                                             | Música                                | Artista | Duração |  |
| 1.                             | "All Day Long" (하루종일) | KZ Who's H Feb Jung Soo-min Clef Crew Banana March | KZ Who's H Feb Jung Soo-min Clef Crew | Kyuhyun | 4:48    |  |

### Part 4
| Lançado em 31 de março de 2020 |                                                 |                                |                          |         |         |  |
| N.º                            | Título                                          | Letras                         | Música                   | Artista | Duração |  |
| 1.                             | "Dear My Love" (내가 정말 사랑하는 사람이 있죠) | Giryeon Clef Crew Banana March | Giryeon Oh Min Clef Crew | Byul    | 4:46    |  |

### Part 5
| Lançado em 6 de abril de 2020 |                         |                |                |         |         |  |
| N.º                           | Título                  | Letras         | Música         | Artista | Duração |  |
| 1.                            | "I See You" (너를 본다) | Jung Joong-han | Jung Joong-han | Giryeon | 4:34    |  |

### Part 6
| Lançado em 14 de abril de 2020 |                              |                                                |                                                 |                |         |  |
| N.º                            | Título                       | Letras                                         | Música                                          | Artista        | Duração |  |
| 1.                             | "Moody Night" (보고 싶은 밤) | KZ Who's H Jung Soo-min Clef Crew Banana March | KZ Who's H Jung Soo-min Yoo Sang-guen Clef Crew | Jeon Sang-geun | 3:48    |  |

### Part 7
| Lançado em 21 de abril de 2020 |                                          |                                                     |                           |           |         |  |
| N.º                            | Título                                   | Letras                                              | Música                    | Artista   | Duração |  |
| 1.                             | "Remembrance" (추억이 머문 곳에서, 이젠) | Banana March Jeon Shi-woo Somebody's Tale Clef Crew | Somebody's Tale Clef Crew | Yeoungeun | 3:09    |  |

### Performance nas paradas
| Título                   | Ano  | Melhor Posição | Notas  | Ref.   |
| Título                   | Ano  | KOR            | Notas  | Ref.   |
| ------------------------ | ---- | -------------- | ------ | ------ |
| "All Day Long" (Kyuhyun) | 2020 | 142            | Part 3 | [ 19 ] |

## Audiência
| Ep. | Data de transmissão original | Título                                                                       | Parcela média de audiência (Nielsen Korea) | Parcela média de audiência (Nielsen Korea) |
| Ep. | Data de transmissão original | Título                                                                       | Nacional                                   |                                            |
| --- | ---------------------------- | ---------------------------------------------------------------------------- | ------------------------------------------ | ------------------------------------------ |
| 1 | 24 de fevereiro de 2020      | The Wind in the Willows (버드나무에 부는 바람)                               | 1.925%                                     |                                            |
| 2 | 25 de fevereiro de 2020      | Is It Past Perfect? (과거완료입니까)                                         | 1.559%                                     |                                            |
| 3 | 2 de março de 2020           | The Wolf's Silver Eyelash (늑대의 은빛 눈썹)                                 | 2.460%                                     |                                            |
| 4 | 3 de março de 2020           | My Old House in My Dream (꿈속의 옛집)                                       | 2.533%                                     |                                            |
| 5 | 16 de março de 2020          | Noblewoman From the West (서쪽에서 온 귀인)                                  | 2.316%                                     |                                            |
| 6 | 17 de março de 2020          | Search for the Legend (전설을 찾아서)                                        | 2.076%                                     |                                            |
| 7 | 23 de março de 2020          | The Road to the Cottage (오두막으로 가는 길)                                 | 2.255%                                     |                                            |
| 8 | 24 de março de 2020          | Where Suspicions Become Reality (의심을 이루어주는 곳)                       | 2.598%                                     |                                            |
| 9 | 30 de março de 2020          | The Secret of the Boy Who Hated Dung Beetles (쇠똥구리를 싫어한 소년의 비밀) | 2.151%                                     |                                            |
| 10 | 31 de março de 2020          | Let's Hold an Event (이벤트를 합시다)                                        | 2.148%                                     |                                            |
| 11 | 6 de abril de 2020           | Two Different Stories (두 개의 이야기)                                       | 2.277%                                     |                                            |
| 12 | 7 de abril de 2020           | A Confession (어떤 고백)                                                     | 2.588%                                     |                                            |
| 13 | 13 de abril de 2020          | Teardrop Tea Recipe (눈물차 레시피)                                          | 2.606%                                     |                                            |
| 14 | 14 de abril de 2020          | The Maze of Sisterfield (시스터필드의 미로)                                  | 2.131%                                     |                                            |
| 15 | 20 de abril de 2020          | Until We Meet Again (다시 만날 때까지)                                       | 2.376%                                     |                                            |
| 16 | 21 de abril de 2020          | After a Long Winter (긴 겨울이 지나고)                                       | 2.667%                                     |                                            |
| Média | Média                        | Média                                                                        | 2.291%                                     |                                            |
| - Na tabel acima, os números em azul representam os números de audiência mais baixos e os números em vermelho representam os números de audiência mais altos. - Esta série foi ao ar em um canal a cabo/TV paga que normalmente tem uma audiência relativamente menor em comparação com a TV aberta/emissoras públicas (KBS, SBS, MBC e EBS). |                              |                                                                              |                                            |                                            |